# Sally Andrew
Sally Andrew ist eine südafrikanische Autorin von Kriminalromanen.

## Leben
Sally Andrew hat einen Master in Erwachsenenbildung von der Universität Kapstadt. Für viele Jahre war sie eine Sozial- und Umweltaktivistin, dann kümmerte sie sich um das Geschäft ihres Partners, des Künstlers Bowen Boshier. Inzwischen ist sie Vollzeit als Schriftstellerin tätig. Ihre Bücher über die Amateurdetektivin Tannie Maria werden in vierzehn Sprachen veröffentlicht (Stand 2017).
Andrew lebt mit ihrem Lebensgefährten in einem Naturschutzgebiet in der Kleinen Karoo.

## Werke
- Recipes for Love and Murder.
  - Tannie Marias Rezepte für Liebe und Mord. Dt. von Andrea Fischer, Atrium Verlag, Zürich 2016, ISBN 978-3-85535-003-2.
- The Satanic Mechanic.
  - Tannie Maria und der Mechaniker des Teufels. Dt. von Andrea Fischer, Atrium Verlag, Zürich 2017, ISBN 978-3-85535-004-9.
- Death on the Limpopo.
- The Milk Tart Murders.

## Weblink
- Website von Sally Andrew (englisch)

| Personendaten    | Personendaten                    |
| ---------------- | -------------------------------- |
| NAME             | Andrew, Sally                    |
| KURZBESCHREIBUNG | südafrikanische Schriftstellerin |
| GEBURTSDATUM     | 20. Jahrhundert                  |